# Stig Dagermanpriset
Stig Dagermanpriset är ett svenskt litterärt pris, utdelat sedan 1996 av Stig Dagermansällskapet och Älvkarleby kommun till den som man anser "i Stig Dagermans anda ha verkat för att värna om det fria ordets betydelse och tillgänglighet".
Prisutdelningen sker första veckoslutet i juni varje år vid en ceremoni på Laxön i Älvkarleby. Prissumman är på 50 000 kronor. Vid två tillfällen, 2004 och 2008, har priset tilldelats en person som senare under året också tilldelats Nobelpriset i litteratur.

## Pristagare
| År   | Mottagare                                   | Motivering (urval av vissa motiveringar eftersom en del är långa) |
| ---- | ------------------------------------------- | --- |
| 2024 | Elinor Torp                                 | "för ett författarskap som riktar ett obevekligt ljus in i det svenska välfärdssamhällets skuggsida." |
| 2023 | Carina Rydberg                              | ”för sin kompromisslösa litterära ärlighet och tron på ordets kraft i det privata såväl som i det offentliga.” |
| 2022 | Maryja Kalesnikava                          | ”för sitt enastående mod i kampen för den enskildes demokratiska rättigheter mot den kriminella makten och en stat som i stället för att skydda sina medborgare, dömer och fängslar dem.” |
| 2020 | Magda Gad                                   | ”ger ett alternativ till dagens svartvita, polariserade medielogik” |
| 2019 | Britta Marakatt-Labba                       | "som i sina ömsom mytiska, ömsom realistiska och upproriska bilder i broderier gestaltar det samiska folkets historia och samtid." |
| 2018 | Amos Oz                                     | "för ett humanistiskt, mångskiftande författarskap som utforskar människans utsatthet och sårbarhet och med utgångspunkt i Israels turbulenta historia som samhällsdebattör förespråkar fred och samexistens i den utdragna Israel – Palestinakonflikten." |
| 2017 | Anders Kompass                              | "för sitt mod att utan tvekan larma och ta ställning för de barn som utsattes för omänskligt övervåld i Centralafrikanska republiken och därmed tillämpa de överenskommelser världssamfundet antagit. Anders Kompass visade förebildligt civilkurage och tjänstemannaansvar i linje med Förenta Nationernas allmänna deklaration om de mänskliga rättigheterna (10 december 1948) och Förenta Nationernas konvention om barnens rättigheter (20 november 1989)."                                   |
| 2016 | Adonis                                      | "för ett författarskap där lidelsen för den arabiska poesin bortom religion och politiska strömningar blottlägger diktkonstens frigörande väsen." |
| 2015 | Suzanne Osten                               | "för sitt epokgörande arbete där barnteatern är en konstart i egen rätt." |
| 2014 | Anders Bodegård                             | "för ett enastående och avgörande viktigt översättningsarbete där han bygger broar mellan olika kulturella och språkliga identiteter och sätter läsarens omdöme i verksamhet." |
| 2013 | Nätverket Ingen människa är illegal         | "Det låter som en rad i en dagsvers av Stig Dagerman. Det borde ropas ut över världen varje dag: Ingen människa är illegal! Nätverket "Ingen Människa Är Illegal" får årets Dagermanpris för att de verkställer budskapet i handling." |
| 2012 | Nawal El Saadawi                            | "för att hon i sin gärning synliggör frihetens innebörd, ansvar och mål och därmed ger oss alla insikt i frihetens verkliga betydelse och värde." |
| 2011 | Judit Benedek och teaterprojektet SOS-Romer | går till ett initiativ som har valt att konstnärligt och socialt konfrontera den medvetna flykten från politiskt ansvar inför den mest skyddslösa gruppen i dagens Europa: barn med romskt ursprung. Priset tilldelas ett projekt som är förankrat både i Sverige och i Ungern: SOS-Romer, genom dess initiativtagare Judit Benedek." |
| 2010 | Eduardo Galeano                             | "för ett författarskap som orubbligt och alltid står på jordens fördömdas sida. Han är ingen talesman för jordens fördömda, för som han själv påpekat ”de har alla, varenda en av dem, en egen röst”, men världen lyssnar inte. Galeano lyssnar. Och vidarebefordrar vittnesmålen från sin utpost i Uruguay, varifrån de spritt sig över hela världen, som poesi, litteratur, historia, journalistik och aktivism, alltid lydande hans credo: ”Ingen sanning är större än sökandet efter sanning.” |

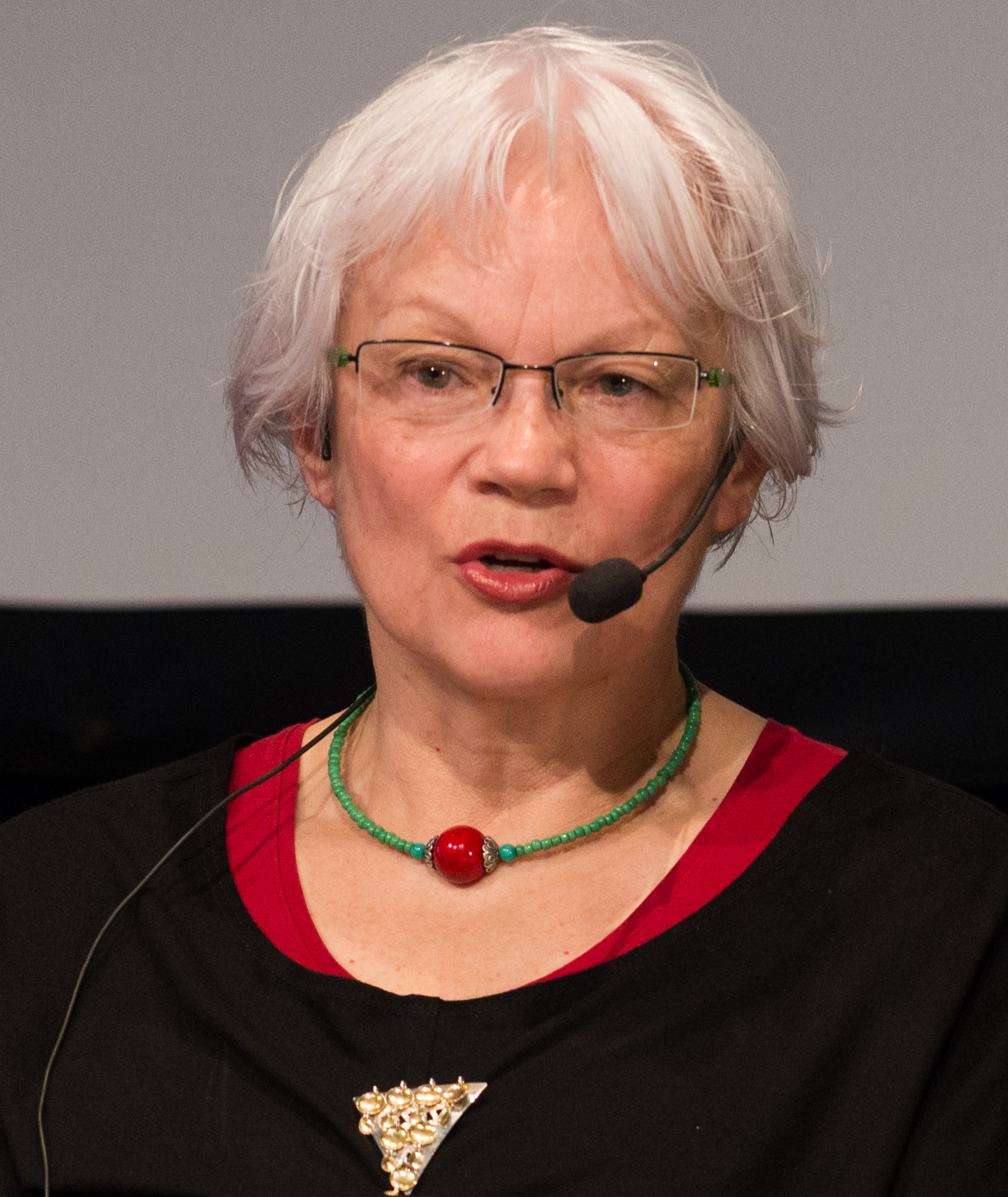
Britta Marakatt-Labba, pristagare 2019.

| 2009 | Birgitta Wallin och tidskriften Karavan     | "för att ha burit tusen och en nödvändiga dikter och berättelser in i det svenska språket." |
| 2008 | Jean-Marie Gustave Le Clézio                | "fyller bokens vita papper med de skönaste kombinationer av ord, skapade ur en medvetenhet om de utsattas och utstöttas tillvaro som orättvis och onödig. I hans litterära vittnesmål finns vi alla, vår tid, vår plats, vår frihet och vår sårbarhet." |
| 2007 | Lasse Berg                                  | "Han har gjort historia och nutid i andra världsdelar till en del av svenskars medvetande." |
| 2006 | Sigrid Kahle                                | "har lagt grunden för förståelsen av islamisk kultur i Sverige. Hon har beskrivit mångfalden i trostraditioner och lyft fram de sociala dimensionerna, inte minst diskussionerna om kvinnors ställning. I hennes perspektiv är öst och väst inte varandras motsatser. De är sammanflätade i möten på alla nivåer. Hennes roll som brobyggare får en ny betydelse i dagens opinionsklimat där invandrarfientliga strömningar fokuserar på muslimer i sin propaganda."                               |
| 2005 | Göran Palm                                  | "för ett författarskap som fördjupar och utvidgar det fria ordets räckvidd och som låter oss höra aldrig tidigare hörda röster." |
| 2004 | Elfriede Jelinek                            | "genomfört med ett frontalangrepp på språket som låter yta bli djup och djup bli yta för att provocera oss att bli delaktiga, att ta ställning, att tänka.” |
| 2003 | Lukas Moodysson                             | "har förvaltat sin sällsamma begåvning genom film och poesi och samtidigt modigast vågat säga sin mening, hänsynslösast trotsat konventionerna och han vågar vara en stötesten och en förargelseklippa; det som Stig Dagerman ansåg vara utmärkande för en verklig konstnär. Moodysson säljer inga blommor på barrikaderna, där står han istället orubbligt på de mest utsattas sida." |
| 2002 | Gitta Sereny                                | "Hon påvisar att ondskans utövare är människor som liknar oss alla. Genom att bli varse de impulser som under extrema omständigheter skulle kunna driva oss att utöva grymhet kan vi öka vår förmåga att bromsa ondska när vi anar att den är på väg. Hon säger till oss att vi inte får låta barns nödrop när ingen vill se dem klinga ohörda. I denna hållning är hon en frände till Stig Dagerman."                                                                                             |
| 2001 | Elsie Johansson                             | "för att hon i sitt författarskap, förankrat i den uppländska vardagen, berättar för oss om människor i Världen, om vår brorsa som ägde en vevgrammofon och om vår syster Nancy, vars levnadsöde vi så väl behöver känna till för att kunna gå vidare." |
| 2000 | Roy Andersson                               | "flyttar sig inte för svensk filmindustri... vet att människan ofta snubblar mellan stjärnorna... Han vill inte se sin klass och sina likar förödmjukas. I sin filmkonst utgår han från en stämning eller en rådande doft av samhället... är envis som bohuslänsk granit och han har huggit sitt namn i Studio 24 på Sibyllegatan." |
| 1999 | Ahmad Shamloo                               | "för att han i sin poesi och prosa rör vid Världens hjärta." |
| 1998 | Det svenska folkbiblioteket                 | "för sitt arbete med att göra ordet tillgängligt för alla och envar, oberoende var i landet man bor, oberoende var i livet man befinner sig, och på så sätt värna det fria ordets plats, spridning och betydelse. Genom de biblioteksanställdas dagliga arbete med att främja intresset för läsning och litteratur, bildning och kultur, de traditionella medierna och de nya, är läsandet idag en självklar allemansrätt."                                                                        |
| 1997 | Yaşar Kemal                                 | "för att han som författare och journalist under ett halvt sekel kompromisslöst använt ordet, språket, som en möjlig mänsklighetens väg till varaktig fred och frihet." |
| 1996 | John Hron (postumt)                         | "för hans mod att, också till priset av sitt eget liv stå det onda emot." |